# JRAターフジョッキー
『JRAターフジョッキー』は、KBS京都ラジオで1991年から2005年まで放送されていた競馬情報番組。

## 放送の沿革
- 1991年4月 : 毎週火曜日21:30 - 21:50（野球シーズン中は原則）の枠で放送開始。
  - 当時の出演者
    - 関島秀樹（シンガーソングライター 主として京都で活躍）
    - 星野亮子（フリーアナウンサー）
    - 蔵内哲爾（大阪日刊スポーツ競馬記者）

  - 番組の前半は前週に行われた中央競馬の重賞競走についてのレース回顧を実況と蔵内の解説を交えて展開し、後半は競馬関連の話題、および今週の重賞競走の出走予定馬についての解説・予想を行った。
  - またその後はGI競走開催週に限り「私のあの馬・あのレース」と題したリスナーからのレースリクエストコーナーを放送した。
- 2001年4月 : 番組10周年をきっかけに関島が勇退。代わって競馬中継担当の久保房郎アナウンサーが出演。
- 2001年7月 : 出馬投票の木曜日全面実施（出走馬が確定する）に伴い放送曜日が毎週木曜日（時間変わらず）に移行し、番組を全面リニューアル。
  - 出演者を一新
    - 高林奈央（タレント）
    - 久保房郎（KBS京都アナウンサー。当時）
    - 北嶋浩（大阪日刊スポーツ競馬記者）

  - 前半の前週のレース回顧はこれまでと同じだが、中盤に競馬関連の話題を特集するコーナーを新設。競馬ジャーナリスト・芦谷有香による「うま・ひと」と題した名競走馬とそれを支えた厩舎関係者との関わりを話すコーナーや騎手インタビューを放送。
  - 後半の重賞レース展望では、毎週注目される重賞レース1クラに絞って出演者が実際に購入する馬券を発表。的中した場合リスナーから寄せられたはがき･メールを抽選して払戻金相当の賞金を贈呈。不的中の場合でも記念品が贈呈される。
- 2004年1月 : 高林が結婚のため卒業し、代わって林美和（タレント）が番組に参加。
- 2005年2月28日 : 久保アナが定年退職。フリーで引き続き出演。
- 2005年3月31日 : 14年間にわたって放送された同番組が終了。